# Boloto Dikoje
Dikoje Boloto (ryska: Дикое болото) är ett träsk i Belarus.   Det ligger i voblasten Brests voblast, i den västra delen av landet, 250 km sydväst om huvudstaden Minsk.
Trakten runt Dikoje Boloto består till största delen av jordbruksmark. Runt Dikoje Boloto är det ganska glesbefolkat, med 22 invånare per kvadratkilometer.